# Мовлення
Мо́влення — процес породження мови або спілкування людей між собою за допомогою мови.

## Значення
Слово мовлення має три різних значення:
- а) мовлення як діяльність, мовлення як процес;
- б) мовлення як продукт мовленнєвої діяльності;
- в) мовлення як ораторський жанр.

Мовлення в першому, процесуальному, значенні має синоніми: мовленнєва діяльність, мовленнєвий акт. Спілкування, контакт між людьми, обмін думками і почуттями,  інформацією здійснюється не тільки через мовлення, але й за допомогою немовних знаків, які вивчає семіотика (міміка, жести, дотик). Мовлення ж — вербальне спілкування за допомогою мовних знакових одиниць:  слів,  синтаксичних конструкцій, тексту,  інтонацій, часто за підтримки невербальних засобів.
У межах такого терміна «мовлення» досліджуються:
- а) фізіологічні основи мовлення, мовленнєвої діяльності;
- б) механізми мовлення за його видами: механізм говоріння (усне мовлення), механізм аудіювання (сприйняття і розуміння усного мовлення) тощо;
- в) кодові переходи; рьопед

- г) взаємозв'язок мислення й мовлення;
- ґ) реалізація  функцій мови в мовленні;
- д) взаємодія мов у мовленнєвій діяльності білінгва;
- е) процес оволодіння мовленням у дитини і надалі;
- є) формування «мовного чуття» (інтуїції) на різних вікових етапах тощо.

Друге значення терміна «мовлення» — «мовлення як результат» — має синонім «текст», який може бути не тільки письмовим, а й усним. У теорії мовлення текст визначається як мовна тканина твору — результат творчого процесу, його породження. Приклади використання терміна «мовлення» у такому значенні: мовлення діалектне, ритмічне мовлення, мовлення  наукове,  пряме й  непряме мовлення та ін.
У межах цього значення досліджуються:
- а) структура тексту, його компоненти, зв'язки;
- б)  стилі мовлення;
- в) мовленнєві жанри;
- г) використання мовних засобів ( лексичних,  граматичних) у тексті;
- ґ) використання  стилістичних фігур, тропів,  фразеології тощо;
- д) мовна норма та її порушення (помилки) тощо;
- е) засоби усної виразності тексту;
- є) засоби довготривалого зберігання записів усного й письмового мовлення та ін.

Третє значення терміна «мовлення» — мовлення як ораторський жанр чи як монолог у художньому творі (інформаційне,  полемічне,  патетичне тощо мовлення).

## Мова та мовлення: спільне й відмінне
У мовленні реалізуються всі багатства мови, всі її виражальні можливості. Водночас мова збагачується через мовлення. Наведемо приклади: 
1. Мова — знакова система; знаки — це слова,  звуки,  морфеми, словосполучення, фразеологічні одиниці тощо. Під системою розуміються рівні мови, її внутрішні зв'язки, взаємодії, правила мови, парадигми, моделі. Мовлення — це саме спілкування, вираження думки, це вербальне, мовне спілкування, самовираження. 
2. Мова — потенційна система знаків. Мовлення — це дія та її продукт, це діяльність людей, воно завжди мотивоване — викликане обставинами, ситуацією, завжди має певну мету. 
3. Мова консервативна, стабільна (як правило). Мовлення припускає винятки, саме у мовленні (узусі) з'являються нові слова. 
4. Мова підкоряється нормі (закону), яка формується спеціалістами-мовознавцями і зберігається у вигляді словників. Мовлення також, в ідеалі, підкоряється нормі   літературної мови, однак порушення норми є, оскільки мовлення на відміну від мови — індивідуальне. 
5. Мова стабілізує, об'єднує народність, націю, державу. Мовлення, будучи реалізацією мови, також об'єднує, але водночас породжує жаргони, арго, професіоналізми, зберігає діалектні та індивідуальні особливості людей. Мовлення — індивідуальне, ситуативне. 
6. Мова має рівневу структуру (фонетичний, лексичний, морфемний, морфологічний, синтаксичний та ін. рівні), а також певну кількість звуків, морфем,  відмінків тощо. Мовлення ж — лінійне, воно розгортається у часі і просторі. Кількість речень і текстів може бути необмежена. З філософського погляду, мова — це категорія сутності і загального, мовлення — виконує роль явища й окремого. 
7. Мовлення завжди можна оцінити (правдиве, лицемірне, художнє тощо), мову — ні.

## Функції мови у спілкуванні[1]
Психологи виділяють такі функції мови у спілкуванні: 
1) засіб існування, передавання і засвоєння суспільно-історичного досвіду; 
2) засіб інтелектуальної діяльності (сприймання, мислення, уяви); 
3) засіб комунікації. 
У процесі спілкування комунікативна та пізнавальна функції доповнюються ще двома: експресивною, або симптоматичною, та імпресивною, або сигнальною. Це відбувається шляхом використання виразних засобів лексики та фразеології певної мови, поєднаних з відповідними модуляціями інтонації

## Органи мовлення та їх функції
Пам'ять репрезентує процеси збереження минулого досвіду, що дають можливість ще раз використати відоме вже в діяльності, у   свідомості. У пам'яті зберігається інформація, закодована у формі образів і у формі мовних кодових одиниць і правил. Механізми пам'яті характеризуються такими властивостями: 1) запам'ятовування; 2) збереження; 3) розуміння (усвідомлення); 4) відтворення. Пам'ять існує у двох формативне утримання і перетворення даних, що передані з довготривалої пам'яті. Механізм оперативної пам'яті приймає від органів сприйняття мовлення інформацію у мовних формах і передає її у довготривалу пам'ять (усне чи письмове висловлювання).
Мовленнєві центри мозку — керують всіма мовленнєвими операціями, а також мовною пам'яттю.
 Апарат  вимови, механізм говоріння — органи, відомі всім людям: легені, гортань, голосові зв'язки, рот, ніс, м'яке піднебіння, рухома нижня щелепа, губи, язик.
Органи   аудіювання забезпечують прийом акустичних сигналів, т.т. усного мовлення.
Органи письма — це умовність. Для письма людина використовує: органи   зору, руки як органи діяльності; частково — ноги, тіло для опори під час писання.
Письмо — вираження думки у графічному коді, обслуговують і мовленнєві центри мозку, і пам'ять, і координувальні механізми, і навіть органи вимови.
Читання, як і письмо, теж — перекодування. Його забезпечує зоровий апарат, а у варіанті голосного читання — блок вимови. Таким чином, фізіологічна основа — єдина для мислення і мовлення.

## Комунікативні ознаки мовлення

### Основні види мовлення
Термін «мовлення» позначає і процес мовлення, і результат мовленнєвої діяльності, т.т. текст — усний, письмовий або навіть мисленнєвий. Мовлення поділяється на зовнішнє і  внутрішнє.
Зовнішнє мовлення має чотири види: 
1) говоріння; 
2) аудіювання (ці два види належать до усного мовлення); 
3) письмо; 
4) читання (письмове мовлення).
Мовлення розмежовується також за стилями.
Усне мовлення. Таке мовлення виникло природним шляхом на початку людського розуму. Очевидно, що звукове мовлення стало переважати у спілкуванні людей у зв'язку з його перевагами як універсальний засіб контактів на невеликій відстані. Усне мовлення має два напрямки: 1) відправлення мовленнєвого сигналу та його прийом; 2) говоріння й аудіювання. Говоріння — це озвучення думки, кодовий перехід з мисленнєвого коду (з коду внутрішнього мовлення) на звуковий код, на код акустичний (фонетичний). Для вільного усного мовлення необхідна гнучкість механізмів вимови, безпомилкова їх координація, моментальний вибір слів, вільне володіння синтаксичними механізмами. Аудіювання — це кодовий перехід з акустичного коду на код внутрішнього мовлення (на код думання — мисленнєвий код). Перевага усного мовлення в тому, що воно може поєднуватися з так званими невербальними засобами спілкування (жести, міміка, інтонація тощо). Також таке мовлення швидко відбувається, є можливість швидких реакцій, зворотного зв'язку. Недоліками можна назвати різні перешкоди між співрозмовниками, а також моментальність перебігу спілкування.
 Писемне мовлення. Цей вид має багато кодів: ідеографічне письмо, ієрогліфічне,   фонемне письмо. Писемне мовлення має два напрямки: 1) письмо як письмове вираження думки; 2) читання. Письмо — це процес, дія, перекодування змісту думки з коду мислення на графічний,   літерний код. Проміжною ланкою перекодування служить фонема. Письмо — це: а) підготовка, формування висловлювання на внутрішньому рівні; б) кодові переходи; в) техніка запису — накреслення потрібних графічних знаків за правилами та орфографічними   нормами. Переваги письма такі: мовлення підготовлене, унормоване,  відредаговане (як правило).
Інший вид письмового мовлення — це читання (вголос і про себе). Процес читання — це знову ж таки кодовий перехід з графічного коду (надрукованого чи написаного тексту) на акустичний і, зазвичай одночасно, на код мислення. Процес читання відбувається таким чином: 1) сприймаються графічні знаки (техніка читання); 2) здійснюються кодові переходи; 3) усвідомлюється прочитане через код мислення, через знаки-еталони, що зберігаються у пам'яті.

## Мислення і мовлення
Дуже часто говорять, що мовлення і мислення — два боки одного явища. Однак це не зовсім так, оскільки з трьох відомих видів мислення —   конкретно-діяльного,   образного,  логічного — тільки останній дійсно функціонує на мовному матеріалі. Інше різночитання у проблемі мислення і мовлення — що з чим співвідносити? Що являє собою логічне мислення? Цей процес пізнавальної діяльності індивіда має два види: 1) теоретичне мислення; 2) емпіричне мислення.
Внутрішнє мовлення в широкому розумінні — це розуміння зв'язків і навіть єдність мислення і мовлення. Однак існують відмінності:
- 1) на рівні функцій: мовлення (зовнішнє) служить спілкуванню; думка (мислення) цієї функції не виконує (забезпечує інколи таємницю);

- 2) мовлення може бути зафіксоване в кодах — графічному, акустичному, думка фіксується тільки у внутрішньому коді особистості;

- 3) мовлення — довільне, думка може бути і недовільною.

Думка формулюється у мовленні (зовнішньому), і не тільки формулюється, а й формується в мовленні (внутрішньому), у мовних знакових системах. Теорія мовленнєвої діяльності досліджує мислення, що виявляється в аналізі аспектів, направлених на оперування значеннями, смислом, мисленнєвими кодами та кодовими переходами.
Варто зазначити, що, коли слова та їх сполучення не наповнюються у свідомості мовця чи слухача реальним змістом, це призводить до відриву мовлення від мислення (чи мислення від мовлення), до неточностей. Порівнюючи мислення і мовлення, як правило, визнають, що думка ширша від мовлення. Однак у певних випадках мовлення є ширшим за думку: воно — варіативне: одну й ту саму думку можна виразити в багатьох мовленнєвих варіантах.

## Механізми мовлення

### Процес висловлювання. Мовленнєвий акт
У процесі мовленнєвої діяльності, творення мовлення структурною одиницею прийнято вважати висловлення. Це одиниця мовленнєвого спілкування. Це така одиниця, яка має відносну самостійність, завершеність, містить в собі комунікативно-модальний аспект, інтонацію (в усному варіанті), невербальні засоби, доступна актуальному членуванню (тема-рема). Висловлення завжди співвіднесене з певними ситуаціями життя, для нього характерна мотивованість: вітання при зустрічі, виклик таксі телефоном, відповідь учня на уроці, лист другові, виступ на конференції тощо.
Висловлення співвідноситься з реченням, часто ці компоненти мовленнєвого процесу збігаються. Однак іноді висловлення — ширше, більше за обсягом.
Важливу роль у висловленні відіграють: інтонація,  дейктичні засоби (вказівка на учасників спілкування, на часову чи просторову локалізацію фактів і характеристик, про які йдеться).
Мовленнєвий акт — також одиниця мовленнєвого процесу й одиниця породження тексту. Мовленнєвим актом слід вважати цілеспрямовану дію — одиницю нормативного в певному мовному колективі, соціальній групі мовленнєвої поведінки, що розглядається в кожній окремій ситуації.
У мовленнєвому акті можна виділити такі етапи:
- 1) докомунікативний — на якому виділяються ситуаційний і мотиваційний фактори, мовленнєва інтенція — мовленнєвий намір, вся внутрішня мисленнєва підготовка висловлення;
- 2)   комунікативний — має два підетапи: а) матеріалізація підготовленого висловлення — перехід з мисленнєвого коду на акустичний чи графічний; б) сприйняття висловлення шляхом кодового переходу знову на мисленнєвий код внутрішнього мовлення;
- 3) посткомунікативний: може мати вербальну форму — відповідь співрозмовникові, нове висловлення — або невербальну форму: певна дія чи її відсутність.

### Медичні аспекти мовлення[2]
- Алалія (грец. α — без і λαλια — розмова) — відсутність або обмеженість мовлення у дітей внаслідок недорозвинення або пошкодження мовних ділянок головного мозку.
- Мовленнєва неспроможність  — втрата змістових і граматичних зв'язків між словами та фразами, які хворий часто римує.
- Мовленнєвий натиск — стан, при якому хворий відчуває безперервну потребу говорити і не може зупинити свої багатослівні вирази.
- Мовленнєвий салат — форма розірваного мовлення, при якому вимовляння складаються із окремих слів, не пов'язаних між собою за змістом.

### Мотивація мовлення
Кожна свідома дія людини зумовлена мотивацією. Саме мотивація визначає активність особистості, зокрема мовленнєву активність. У різних ситуаціях процес мотивації відбувається по-різному: в умовах   дискусійного діалогу, наприклад, він повинен уміститися в 2-3 секунди. Але навіть в таких умовах учасник полеміки на етапі мотивації своєї чергової   репліки повинен оцінити ситуацію   суперечки, вибрати зі свого «запасу» аргументів потрібні, залишивши для себе «резервні», передбачити можливі нові випади противника.
Постановка мети мовленнєвого акту є началом акту, що організовує його. Мотивація є також початком так званого мовленнєвого наміру (інтенції).

### Інтенція
Ця сходинка максимально наближає мовця до словесного, мовного вираження задуму.
До факторів, що визначають мовленнєву інтенцію, О. О. Леонтьєв відносить: 1) мотивацію; 2) приплив інформаційних імпульсів; 3) досвід, прогнозування результатів висловлювання; 4) завдання мовленнєвої дії. Одночасно ним виділяються фактори, що сприяють реалізації мовленнєвої інтенції: 1) вибір мови; 2) ступінь володіння мовою; 3) функціонально-стилістичний фактор; 4)   соціолінгвістичний фактор; 5) афективний фактор; 6)   паралінгвістичний фактор; 7) індивідуальні відмінності у мовленнєвому досвіді; 8) мовленнєва ситуація. Також формується зміст мовлення, визначаються розміри висловлювання, його план, композиція, підбираються факти, аргументи, персонажі і под.

### Перехід до акустичного й графічного мовлення, омовлення
Другий етап — це комунікативний етап або — це мовлення для «інших». У системі мовленнєвих механізмів можна побачити три рівні. Верхній рівень — це мовлення для всіх, відкрите для адресатів, «матеріалізоване», це мовлення усне чи письмове. Наступний — внутрішнє мовлення, т.т. мовлення мислення. Іншим людям воно не доступне. Його контролює сам суб'єкт. Нижній рівень недоступний навіть самому суб'єкту. Це той прихований механізм, де формується мовне чуття, світ уявлень, світ інтуїції.

### Зворотний зв'язок. Білінґвізм
Зворотний зв'язок слухача з мовцем може мати такі форми: 1) нове висловлення, яке може бути як негайним, так і відкладеним: репліка чи розгорнуте висловлення у діалозі, бесіді, дискусії; лист-відповідь у переписці, дискусійна стаття у газеті тощо; 2) дія, викликана сприйнятим мовленням: негайне виконання прохання чи наказу, утримання від будь-яких дій як результат сприйнятого висловлення тощо; 3) внутрішній результат сприйняття — результат конкретних мовленнєвих актів.
Прийоми білінгвізму виходять далеко за межі теорії мовленнєвої діяльності: це порівняльна типологія мов, проблеми походження різних мов, їх розвитку, мовні універсалії тощо. Тільки повний набір «кроків» мовленнєвого акту іншою мовою — мовленнєва інтенція, підготовка змісту, вибір слів, граматичне маркування, кодовий перехід на акустичну чи графічну форми мовлення — дає право називатися білінгвом. Людина, яка здатна використовувати в ситуаціях спілкування дві різні мовні системи, — білінгв, а сукупність відповідних умінь — білінгвізм.

## Функціональні види мовлення
За функціональним призначенням розрізняють:
- Стилі мовлення.
- Жанри мовлення.
- Розмовне мовлення.
- Навчально-наукове мовлення.
- Художнє мовлення.

### Стилі мовлення. Жанри мовлення
Залежно від мети спілкування, сфери використання мови наше мовлення по-різному оформлюється, що дає можливість говорити про стилі мовлення (інакше — стилі мови. Дехто із мовознавців, зокрема чл.-кор. НАН України, проф. С. Я. Єрмоленко, вважає термін мовлення скалькованим із російського речь).
Стиль — поняття мовленнєве, і визначити його можна враховуючи завдання мовлення, сфери спілкування. Для розмовного стилю провідною функцією є спілкування; для наукового і науково-популярного — повідомлення, пояснення; для офіційно-ділового — повідомлення, інструктаж; для публіцистичного — вплив, переконання; для художнього стилю — дія (зображення, змальовування словами, вплив на почуття, уявлення людей)(В. В. Виноградов).
«  Функціональний стиль, — як зазначає М. М. Кожина, — це своєрідний характер того чи іншого соціального різновиду, що відповідає певній сфері громадської діяльності і певній формі свідомості, що створюється за допомогою особливостей функціонування у цій області мовних засобів і специфічної мовленнєвої організації, яка має конкретне стилістичне забарвлення».
Важливим стилетворчим фактором є провідна форма мовлення (усна чи письмова), а також вид мовлення (діалог чи монолог). Для розмовного стилю — це усне діалогічне мовлення, а для наукового та офіційно-ділового — письмове монологічне мовлення. Однак спостерігається і взаємопроникнення елементів різних стилів (лекція, доповідь, виступ).
Жанри мовлення. У межах кожного функціонального стилю виділяються жанри висловлювання. Кожний з них має певну композицію і тематичну побудову.
Жанри відповідають типовим ситуаціям мовленнєвого спілкування, типовим темам, формулам мовленнєвого етикету (в ситуаціях прощання, прохання тощо).
Жанри усного мовлення характеризуються складнішою побудовою і можуть містити в собі декілька мовленнєвих намірів мовців.
Вибір жанрів усного мовлення залежить від умов спілкування. Відповідно виділяються офіційне — неофіційне, публічне — непублічне спілкування (О. М. Казарцева).
Наведемо приклади такого висловлення. Усна розповідь — монолог усної форми розмовної мови. В усних розповідях мовець розповідає про минуле, події, що відбувалися з ним самим чи іншою людиною. Для такої розповіді характерний високий темп вимови, виділення дієслів логічними наголосами тощо.
Ораторські виступи (критичні,  агітаційні, привітальні) — монологічні висловлення усної форми публіцистичної мови. У таких виступах велику роль відіграють засоби емоційно-експресивного плану, використовуються мовні засоби оцінювального характеру. В інтонаційному плані, як зазначає Д. Х. Баранникде зазначає, де вказівка у бібліоґрафії?, характерні середній темп мовлення, емоційні паузи, контрасність вимови.
Жанрові відмінності викликаються не тільки стильовими відмінностями, а й відмінностями у побудові. А в межах одного стилю жанри розрізняються прийомами розвитку теми та основної думки.
Найзагальнішими, основними для побудови тексту є категорії змісту та  форми. Категорія змісту складається з двох понять: теми й змісту тексту, т.т. тих факторів та явищ, які використовуються для розкриття теми. Категорія форми містить композицію та мову, які тісно взаємодіють і співвідносяться. У результаті виникають нові суттєві поняття, але вже на іншому рівні: «тема» + «зміст» (предмет мовлення) → основна думка; «тема» + «композиція» → сюжет; «композиція» + «мова» → прийом. Загальний результат співвіднесення цих понять дає структуру тексту певного жанру. Наприклад: 
1) наукова сфера → жанри: стаття, реферат, анотація, відгук та ін.;
2) офіційно-ділова сфера → розписка, заява, довідка, характеристика, звіт, витяг з протоколу, оголошення тощо; 
3) суспільно-політична сфера → репортаж, лист до редакції, замітка, стаття в газету тощо; 
4) літературно-художня сфера → розповідь, повість, байка, вірш, роман, казка та ін.

### Розмовне мовлення
Розмовне мовлення. Для розмовного стилю мовлення характерне оперування не стільки поняттями, скільки уявленнями. Під час безпосереднього усного спілкування двох і більше осіб велику роль відіграють інтонація, міміка, жести та ін. Спрацьовує закон економії мовних засобів — звідси багатство неповних речень, самоперебивів, повторів, дублювання займенників. Розмовне непублічне мовлення характеризується постійною адресованістю: один співрозмовник звертається до іншого, той відповідає йому. Вводиться така ознака діалогічного мовлення, як еліптичність. Реалізується розмовне мовлення здебільшого в жанрах бесіди, розмови, розповіді тощо.

### Навчально-наукове мовлення
Для навчально-наукового мовлення, де виклад думок здійснюється у формі чіткої побудови роздуму, пояснення, доказів, використання образних засобів зведене до мінімуму. Думка у такому мовленні повинна передаватися з максимальною точністю, однозначністю, що пояснює наявність таких іменникових («траєкторія руху»), дієслівно-іменникових («мати схожість», «виражатися дієсловом») конструкцій, перевага іменника над дієсловом («щоб отримати» → «для отримання»; «коли додається» → «при додаванні»). Переважають конструкції з родовим відмінком. Узагальнено-абстрактний характер навчально-наукового мовлення, позачасовий план викладу матеріалу зумовили використання певних типів синтаксичних конструкцій:   неозначено-особових,   узагальнено-особових і   безособових речень: «Розглянемо такий приклад», «Таке речення називають безособовим» тощо.
У мовленнєвій практиці частіше за все використовують повідомлення і відповідь. Основне завдання таких висловлювань — добитися того, щоб слухачі зрозуміли, що той, хто відповідає, знає правило, термін, чи засвоїли інформацію. Усна відповідь може мати характер роздуму на теми, пов'язані з вивченням того чи іншого предмета. У такому висловлюванні виділяються: теза (те, що доводиться) та аргументи.

### Художнє мовлення
Художнє мовлення складається із змісту, який автор бажає повідомити адресату, і вольового наміру (впливу на думки і почуття), який він при цьому намагається реалізувати. Наведемо окремі ознаки такого мовлення (за О. М. Казарцевою):
- 1. Сфера застосування → художні твори.
- 2. Завдання мовлення → відобразити те, про що розповідається; передати читачеві почуття (емоції), які використовує автор.
- 3. Типи висловлень → конкретне (описується певний предмет); образне (описується живе, виразне); емоційне.
- 4. Мовні засоби → конкретні слова (не «тварини», а «лев», «заєць»), «не сказав», а «попередив», «згадав»); слова в переносному значенні («море очей», спить сонце"); емоційно-оцінювальні слова («ягідка», зірочка", синюватий", «гіркуватий»); речення питальні, спонукальні, окличні тощо.
- 5. Основні жанри → загадка, казка, веселе оповідання і под.

На відміну від художнього мовлення, мовлення газет, журналів, радіо використовується в газетах, суспільно-політичних і літературно-художніх журналах, у публіцистичних виступах, засобах масової комунікації і характеризується такими ознаками:
- 1. Сфера застосування → використовується в газетах, журналах, у виступах, на мітингах тощо.
- 2. Завдання мовлення → вплинути на маси, переконати їх, сформувати у людей правильне ставлення до суспільного життя.
- 3. Типи висловлень → пристрасне, закличне.
- 4. Мовні засоби → речення   спонукальні,   окличні; риторичні запитання; поширені звертання; розщеплені речення; повтори;  антитези і под.
- 5. Основні жанри → замітка, репортаж, стаття,  відгук тощо.

## Колоритно-стильові різновиди мовлення
Крім функціональних стилів, в українській мові виділяються й інші стильові різновиди,основою класифікації яких є неоднакове експресивне забарвлення,характерне для того,чи іншого мовлення.З цього погляду розрізняють такі експресивно забарвлені різновиди літературної мови: урочисто-офіційний,інтимно-ласкавий,ввічливий,фамільярний,жартівливий, сатиричний.

### Урочистий різновид
Він характеризується вживанням слів і словосполучень з піднесеним емоційним змістом, окличних речень.Воно найчастіше виявляється в публіцистичному та ораторському стилях.

### Офіційний різновид
Офіційне забарвлення властиве діловому і зрідка приватному листуванню, а іноді й усній розмовній мові. Воно створюється вживанням офіційних звертань(слів офіційно-ділової мови,описових синтаксичних зворотів), а також тим, що в такому листуванні немає займенників другої особи однини.

### Інтимно-ласкавий різновид
Інтимно-ласкаве забарвлення досягається насамперед використанням слів із суфіксами пестливості та вживанням епітетів з пестливим значення і простих синтаксичних конструкцій,властивих розмовній мові.Воно властиве розмовно-побутовому ,епістолярному,художньому мовленню для вираження почутів,симпатії.

### Ввічливий і фамільярний різновид
Ввічливість у мові досягається вживанням слів зі значенням пошани до особи, якій адресується мовлення.
Фамільярний тон [Архівовано 12 жовтня 2013 у Wayback Machine.] характеризується перебільшеною невимушеністю та безцеремонністю у ставленні до своїх співрозмовників. Він здебільшого виявляється в розмовно-побутовому стилі, а також в певних текстах художнього стилю. Хто говорить або пише, висловлюється більш чи менш розв’язно, безцеремонно, по-панібратському. Певною мірою перебільшується власне Я, применшується гідність інших.
Особливості фамільярного мовлення створюються:
- використанням слів і словосполучень дещо зниженого чи навмисне підвищеного звучання;
- вживанням речень різної будови, що ніби звеличують співрозмовника, а насправді принижують його;
- помітно вільним інтонуванням фрази, супровідними жестами, мімікою.

Це мовлення між нерівними за певною ознакою особами (наприклад, 
начальником і підлеглим), тому воно буває принизливим для одного зі співрозмовників.

### Жартівливий різновид
Жартівливий,або гумористичний, колорит надається мові вживанням слів у невідповідному до ситуації значенні, перебільшення якостей осіб і предметів,про які йдеться мова. До такого емоційного забарвлення вдаються у деяких художніх творах та в розмовно-побутовому мовленні.

### Сатиричний різновид
Сатиричний емоційний тон найчастіше спостерігається в публіцистичному,ораторському і художньому мовленні, а іноді і в розмовному. Найголовнішим мовним засобом сатири є вживання слів,за допомогою яких виражається презирство і зневага до потворних вчинків, обурення ними.

## Науки, що вивчають мовлення
Двадцяте століття високо підняло рівень вивчення феномена «мовлення» в його різнопланових аспектах. Наприклад: мовознавство (В. фон Гумбольдт, Ф. І. Буслаєв, Ф. де Соссюр, О. О. Потебня, Л.В. Щерба), логіка, поетика, теорія словесності, теорія сценічного мовлення, риторика. У ХХ ст. виникли нові науки, напрямки: психолінгвістика, соціолінгвістика, теорія комунікації, дослідження мовлення дитини й ширше — мовленнєвого розвитку, теорія білінгвізму, лінгвістика тексту тощо.
Новий імпульс розвитку дістали такі галузі лінгвістики, як функціональна стилістика, виникли комунікативний і функціональний підходи у граматиці, з'явилися дослідження розмовного мовлення, статистика мови й мовлення, семіотика, комп'ютерні мови. Широкий розмах одержала культура мовлення. Відроджується герменевтика — наука про тлумачення давніх текстів.
Психологією мовлення зокрема займалися: О. О. Потебня («Мысль и язык»), Л.С. Виготський (аспекти мовлення) — «Мышление и речь», Н.І. Жинкін (становлення мовлення дитини тощо) — «Механизмы речи», О.Р. Лурія «Язык и сознание» тощо.
У психолінгвістиці відомі такі імена: Дж. Міллер, Ноам Чомскі, Ян Пруха, Р. М. Фрумкіна, А. Є. Супрун, О. О. Леонтьєв та ін.
Соціолінгвістика досліджує широке коло питань, пов'язаних з функціями мови.
Теорія комунікації тісно переплітається з психолінгвістикою. Семіотика вивчає спільне у будові і функціонуванні різних знакових систем, що зберігають і передають інформацію. ЇЇ досліджували: Ч. С. Пірс, Ф. де Соссюр, Дж. Локк, В.фон Гумбольдт та ін.